# جاناتان اولیوارز
جاناتان اولیوارز (متولد دسامبر ۱۹۸۱ میلادی) یک طراح صنعتی و نویسنده اهل ایالات متحدۀ آمریکا است. رویکرد اولیوارز به طراحی، پژوهش-محور و افزایشی مشخص شده است. در آوریل ۲۰۲۲ میلادی او معاون ارشد طراحی در شرکت مبلمان نول شد.